# Backlash 2007
Backlash 2007 è stata la nona edizione dell'omonimo evento in pay-per-view di wrestling prodotto dalla WWE. L'evento si è svolto il 29 aprile alla Philips Arena nella città di Atlanta.

## Storyline
Nella puntata di Raw del 9 aprile Shawn Michaels e Randy Orton si affrontarono per determinare il primo sfidante al WWE Championship di John Cena, ma l'incontro terminò in pareggio a causa di un doppio schienamento. Più avanti la sera stessa, durante il suo talk-show "The Cutting Edge", Edge affermò di essere stato nominato primo sfidante al titolo di Cena dal General Manager Jonathan Coachman in virtù dell'esito del match tra Michaels e Orton. Il General Manager onorario Michael Pena, membro della Make-a-Wish Foundation, ribaltò tuttavia la decisione di Coachman e sancì un Fatal 4-Way match tra Cena, Edge, Michaels e Orton con in palio il WWE Championship per Backlash.
A WrestleMania 23, The Undertaker sconfisse Batista e conquistò il World Heavyweight Championship per la prima volta, portando inoltre la sua Streak sul 15-0. Nel successivo episodio di SmackDown, il General Manager Theodore Long annunciò un Last Man Standing match tra i due con in palio il titolo per Backlash.
A WrestleMania 23, l'ECW World Champion Bobby Lashley, in rappresentanza di Donald Trump, sconfisse l'Intercontinental Champion Umaga, rappresentante di Vince McMahon, in un Hair vs. Hair match, costringendo così lo stesso McMahon a rasarsi i capelli completamente a zero come da stipulazione imposta. Nella puntata di Raw del 9 aprile Shane McMahon, figlio di Vince, sfidò Lashley in un Hair vs. Title match, in cui Shane perse però volontariamente per squalifica per poter solamente attaccare lo stesso Lashley insieme al padre e Umaga. Poco dopo, Vince annunciò che lui, Shane e Umaga avrebbero affrontato il solo Lashley in un 3-on-1 Handicap match con in palio l'ECW World Championship di quest'ultimo a Backlash.
Nella puntata di Raw del 2 aprile gli Hardy Boyz (Jeff Hardy e Matt Hardy) vinsero una 10-Team Battle Royal match dopo aver eliminato per ultimi Lance Cade e Trevor Murdoch, conquistando così il World Tag Team Championship per la sesta volta. Un match per i titoli di coppia tra gli Hardy Boyz e Cade e Murdoch venne dunque sancito per Backlash.
Il 24 aprile, nel corso di un house show svoltosi a Parigi, Mickie James vinse un Triple Threat match che comprendeva anche Victoria e la campionessa Melina, conquistando così il Women's Championship per la terza volta. La sera stessa, per ordine del General Manager Jonathan Coachman, James fu tuttavia costretta a difendere il titolo contro Melina, la quale vinse l'incontro e riconquistò la cintura. Un match tra le due con in palio il Women's Championship venne così annunciato per Backlash.
Dopo diversi attacchi verbali e scontri fisici nei mesi precedenti, Chris Benoit difese con successo lo United States Championship contro Montel Vontavious Porter a WrestleMania 23. Un rematch tra i due con in palio il titolo fu poi sancito per Backlash.

## Evento

### Match preliminari
L'opener dell'evento fu il match per il World Tag Team Championship tra i campioni, gli Hardy Boyz (Jeff Hardy e Matt Hardy), e gli sfidanti Lance Cade e Trevor Murdoch. Durante le fasi iniziali, gli Hardy Boyz controllarono la contesa, con Jeff che eseguì il Whisper in the Wind su Murdoch. Cade e Murdoch si portarono poi in vantaggio dopo che Matt sbagliò l'esecuzione di un running bulldog, continuando ad attaccarlo con varie manovre combinate. Poco dopo, Cade eseguì una spinebuster su Jeff per poi colpirlo con una clothesline e schienarlo; tuttavia Jeff si liberò al conteggio di due. Jeff riuscì poi a spezzare il dominio degli avversari colpendo Cade con un mule kick per poi dare il cambio a Matt, il quale eseguì il Side Effect su Murdoch e lo schienò; tuttavia Cade interruppe il conteggio grazie all'esecuzione di un diving splash dalla terza corda. Nel finale, dopo che Matt aveva colpito Murdoch con la Twist of Fate, Jeff eseguì la Swanton Bomb sullo stesso Murdoch, permettendo al fratello di schienarlo per vincere l'incontro e mantenere i titoli di coppia.
Il secondo match fu per il Women's Championship tra la campionessa Melina e la sfidante Mickie James. Durante la fasi iniziali, la James dominò Melina per poi tentare il Mick Kick che, però, fallì poiché quest'ultima la colpì con un superkick. La James eseguì in seguito un neckbreaker e un diving crossbody dalla terza corda su Melina per poi schienarla; tuttavia la campionessa si liberà al conteggio di due. Nel finale, dopo aver scorrettamente graffiato il viso dell'avversaria, Melina eseguì un Inverted DDT sulla James per poi schienarla e mantenere il titolo.
Il terzo match della serata fu per lo United States Championship tra il campione Chris Benoit e lo sfidante Montel Vontavious Porter. Durante le fasi iniziali, Benoit controllò la contesa grazie all'esecuzione di alcuni suplex per poi applicare la Sharpshooter su MVP, da cui questi si liberò dopo aver toccato le corde del ring. MVP si portò poi in vantaggio dopo aver colpito Benoit alla nuca con un violento big boot, seguito da una serie di belly to belly suplex. Benoit contrattaccò successivamente con una serie di german suplex per poi tentare il diving headbutt, che fu tuttavia evitato da MVP dopo che questi aveva alzato le ginocchia durante l'esecuzione della manovra aerea. Nel finale, dopo un tentativo di Crippler Crossface andato a vuoto, Benoit schienò MVP con uno small package per vincere l'incontro e mantenere il titolo.

### Match principali
Il successivo incontro fu il 3-on-1 Handicap match per l'ECW World Championship tra il campione Bobby Lashley e gli sfidanti Vince McMahon, Shane McMahon e Umaga. Durante le fasi iniziali, Lashley dominò sia Shane che Umaga colpendo entrambi con degli spinebuster e dei suplex. Dopo un prolungato dominio del trio avversario, Lashley colpì Umaga con la Spear per poi eseguire una running powerslam su Shane e schienarlo; tuttavia Vince entrò sul ring per fermare il conteggio. Lashley tentò quindi l'esecuzione di una running powerslam anche su Vince, ma Shane gli bloccò una gamba permettendo ad Umaga di colpirlo con il Samoan Spike. Dopo che Shane aveva colpito Lashley al volto con il titolo, Vince lo schienò ma questi si liberò al conteggio di due. Nel finale, Umaga eseguì due Samoan Splash dalla terza corda su Lashley, permettendo a Vince di schienarlo per conquistare il titolo.
Il quinto incontro della serata fu il Last Man Standing match per il World Heavyweight Championship tra il campione The Undertaker e lo sfidante Batista. Durante le fasi iniziali, The Undertaker colpì Batista in successione con un big boot, una flying clothesline e la Old School. Batista spezzò poi il dominio del campione, colpendolo prima con una powerslam per poi lanciarlo contro dei gradoni d'acciaio fuori dal ring. Dopo aver eseguito il guillotine leg drop, The Undertaker colpì prima Batista con un superplex dalla terza corda per poi colpirlo al volto con dei gradoni d'acciaio. Poco dopo, The Undertaker eseguì un leg drop su Batista attraverso un tavolo dei commentatori, con quest'ultimo che si rialzò al conteggio di nove. Dopo essersi ripreso, Batista contrattaccò con una Spear su The Undertaker per poi colpirlo con tre spinebuster e tentare la Batista Bomb che, però, venne rovesciata in una Chokeslam da parte del campione. Batista eseguì successivamente la Batista Bomb su The Undertaker, ma quest'ultimo si rialzò al conteggio di nove. Batista colpì quindi The Undertaker al volto con una sedia per poi tentare un'altra Batista Bomb, che tuttavia fallì poiché questi lo colpì con il Tombstone Piledriver sulla sedia. Dopo che Batista si era incredibilmente rialzato al conteggio di nove, i due combatterono sullo stage dove Batista eseguì una Spear su The Undertaker, con entrambi che finirono attraverso una pila di tavoli posti sotto l'impalcatura della rampa. Dato che nessuno dei due era riuscito a rialzarsi entro il conteggio di dieci, l'incontro terminò in pareggio e The Undertaker rimase campione.
Il main event fu il Fatal 4-Way match per il WWE Championship tra il campione John Cena e gli sfidanti Edge, Randy Orton e Shawn Michaels. Dopo un batti e ribatti tra i quattro, l'azione si spostò all'esterno del ring dove Edge lanciò Orton contro dei gradoni d'acciaio per poi colpire Cena con un body slam sul pavimento. Poco dopo, Michaels eseguì un moonsault dalla terza corda verso l'esterno del ring, cadendo sopra gli altri tre. Dopo un batti e ribatti tra Edge e Michaels, Cena eseguì su entrambi un flying leg drop dalla terza corda, salvo poi venir colpito da Orton con una clothesline. Dopo aver gettato sia Edge che Michaels all'esterno del ring, Orton dominò Cena per poi colpirlo con un inverted backbreaker. Edge e Orton dominarono poi Michaels, colpendolo prima con un doppio back bodydrop per poi intrappolarlo in un doppio boston crab, che Cena spezzò eseguendo una doppia DDT su entrambi. Dopo aver colpito Edge con la Protobomb e il Five Knuckle Shuffle, Cena fu gettato contro dei gradoni d'acciaio da Michaels e Orton. Michaels lanciò in seguito anche Orton contro un paletto del ring per poi tentare di eseguire su di lui un piledriver sopra un tavolo dei commentatori, ma fallì poiché Edge lo colpì alla schiena con una sedia. Dopo che aveva colpito anche Orton con la sedia, Edge fu intrappolato nella STFU di Cena, da cui riuscì tuttavia ad evadere dopo aver toccato le corde del ring. Cena tentò successivamente di applicare la STFU sia su Orton che su Michaels, ma fallì dopo che quest'ultimo lo aveva colpito con un flying forearm smash, seguito da un inverted atomic drop. Dopo aver colpito sia Edge che Orton con un inverted atomic drop, Michaels eseguì il diving elbow drop su Cena e su Edge per poi tentarlo anche su Orton; tuttavia ne fallì l'esecuzione dopo che gli altri due lo avevano fatto cadere dalla terza corda con un superplex. Dopo un batti e ribatti, Orton colpì Michaels all'improvviso con una RKO, mentre Edge eseguì la Edgecution su Cena. Subito dopo, Orton tentò la RKO sia su Edge che su Cena ma entrambi contrattaccarono, con quest'ultimo che permise ad Edge di colpire lo stesso Orton con la Spear. Cena eseguì repentinamente la F-U su Edge, salvo poi venire immediatamente colpito dalla Sweet Chin Music di uno stremato Michaels; tuttavia, dopo che aveva subito la manovra di Michaels, Cena cadde involontariamente sopra Orton, schienandolo per vincere l'incontro e mantenere il titolo.

## Risultati
| #    | Incontri                                                               | Stipulazioni                                                  | Durata |
| ---- | ---------------------------------------------------------------------- | ------------------------------------------------------------- | ------ |
| Dark | Carlito ha sconfitto Johnny Nitro                                      | Single match                                                  | —      |
| 1    | The Hardy Boyz (c) hanno sconfitto Lance Cade e Trevor Murdoch         | Tag team match per il World Tag Team Championship             | 14:18  |
| 2    | Melina (c) ha sconfitto Mickie James                                   | Single match per il WWE Women's Championship                  | 09:02  |
| 3    | Chris Benoit (c) ha sconfitto Montel Vontavious Porter                 | Single match per il WWE United States Championship            | 13:10  |
| 4    | Shane McMahon, Umaga e Vince McMahon hanno sconfitto Bobby Lashley (c) | Three-on-one handicap match per l'ECW World Championship      | 15:45  |
| 5    | The Undertaker (c) vs. Batista è terminato in no contest               | Last man standing match per il World Heavyweight Championship | 20:23  |
| 6    | John Cena (c) ha sconfitto Edge, Randy Orton e Shawn Michaels          | Fatal four-way match per il WWE Championship                  | 19:21  |